# Álex Woiski
Álex Woiski, né le 17 mars 2006 à Palma, est un footballeur argentin qui joue au poste d'ailier au RCD Majorque.

## Biographie

### Carrière en club
Né à Palma en Espagne, Álex Woiski est formé par le RCD Majorque, où il s'illustre comme buteur prolifique avec les équipes de jeunes du club de championnat d'Argentine,.
Lors de la saison 2023-24, il s'illustre en marquant quatre but lors du parcours victorieux des siens en Copa del Rey junior, premier titre du club dans la compétition, ce qui vaut même à Woiski de commencer à s’entraîner avec l'équipe première. Avec un contrat arrivant à échéance au terme de la saison suivante, il est en 2025 évoqué sur les tablettes de clubs espagnols de premier plan,,.

### Carrière en sélection
Début 2025, il est convoqué avec l'équipe d'Argentine des moins de 20 ans pour participer au Championnat d'Amérique du Sud des moins de 20 ans qui a lieu en janvier et février 2025,,. L'Argentine termine à la deuxième place de la compétition, derrière un Brésil qu'elle avait pourtant humilié 6-0 en ouverture,,,  les argentins restant en tête du championnat jusqu'à la dernière journée, où il s'inclinent 3-2 contre le Paraguay de Luca Kmet et Diego León, leur première défaite de la compétition,,, alors que Woiski ne joue pas cette rencontre, après s'être blessé lors de la journée précédente face au Brésil.

## Palmarès

### En club
RCD Majorque
- Copa del Rey Juvenil (en)
  - Vainqueur en 2024 (en)

### En sélection
Argentine -20 ans
- Championnat d'Amérique du Sud
  - Vice-champion en 2025